# Chrysler TV-1
TV-1 — проект атомного танка, разработанный в США в 1950-е годы. Впервые концепция атомного танка в США прорабатывалась в ходе конференции Question Mark III, посвящённой перспективам развития бронетехники и проводившейся в Детройте в июне 1954 года. Помимо проекта, предлагавшего использование ядерного реактора на мобильном бронированном шасси для питания колонн техники во время марш-бросков, что позволило бы бронетехнике вступать в бой, имея полный запас хода, были представлены и концепции танка с индивидуальной ядерной энергетической установкой. Первый проект, получивший обозначение TV-1, представлял собой 70-тонную боевую машину, вооружённую 105-мм пушкой T140 и защищённую 350-мм лобовой бронёй. Реактор позволял приводившей танк турбине, работавшей на перегретом атмосферном воздухе, работать на полной мощности в течение 500 часов без замены топлива.
Практического воплощения данный проект не получил.